# Tápiószecső
Tápiószecső is een plaats (nagyközség) en gemeente in het Hongaarse comitaat Pest. Tápiószecső telt 6462 inwoners (2007).